# Antonín Jančařík (matematik)
Antonín Jančařík (* asi 1974) je český matematik a vysokoškolský učitel, od roku 2024 děkan Pedagogické fakulty Univerzity Karlovy (PedF UK). 

## Životopis
Narodil se kolem roku 1974. V roce 1997 absolvoval studium matematiky na Matematicko-fyzikální fakultě Univerzity Karlovy (MFF UK) a získal magisterský titul. Již během studia přitom začal v roce 1994 vyučovat na Gymnáziu Čakovice v Praze, v roce 1995 začal působit jako asistent na MFF UK, konkrétně na její Katedře algebry.  Své zaměstnání na gymnáziu ukončil v roce 1997, v roce 1999 navíc skončil ve funkci asistenta na MFF UK. V letech 1997 až 2003 úspěšně absolvoval doktorské studium matematiky se zaměřením na algebru (zejména teorie čísel a matematická logika) a získal titul Ph.D. V roce 2004 se pak navíc stal po absolvování rigorózního řízení také doktorem přírodních věd. Téhož roku začal působit na Katedře matematiky a didaktiky Pedagogické fakulty Univerzity Karlovy na pozici odborného asistenta.
V roce 2015 se Jančařík na PedF UK habilitoval v oboru didaktika matematiky, v letech 2011 až 2020 působil jako člen fakultního akademického senátu; v letech 2013 až 2015 byl jeho místopředsedou, v letech 2015 až 2020 zastával funkci předsedy senátu. V letech 2020 až 2024 byl proděkanem fakulty pro vědu a výzkum během funkčního období děkana Michala Nedělky. V roce 2024 byl zvolen děkanem Pedagogické fakulty, funkce se ujal v červenci téhož roku.
Antonín Jančařík je ženatý, se svou ženou Kateřinou má čtyři děti. Kromě matematiky patří mezi jeho zájmy šachy, basketbal, bridž či záchranářská kynologie.